# Rodolfo Martín Ferrando
Rodolfo Martín Ferrando Arias (Salto, Uruguay, 12 de enero de 1979) es un exfutbolista uruguayo. 

## Clubes
| Club                      | País    | Año       |
| ------------------------- | ------- | --------- |
| Nacional de Salto         | Uruguay | 2002      |
| Salto F.C.                | Uruguay | 2003      |
| Cerrito                   | Uruguay | 2004-2006 |
| Montevideo Wanderers      | Uruguay | 2007      |
| Liverpool                 | Uruguay | 2007      |
| Rangers                   | Chile   | 2008      |
| Cerro                     | Uruguay | 2009      |
| Santiago Morning          | Chile   | 2009-2010 |
| Cobresal                  | Chile   | 2011      |
| Salto Uruguay Fútbol Club | Uruguay | 2013      |

- Datos: Q5400828